# Семьон Куркоткин
Семьон Константѝнович Курко̀ткин (на руски: Семён Константѝнович Курко̀ткин) е съветски пълководец, началник на тила на Въоръжените сили на СССР, маршал на Съветския съюз (1983).

## Биография
Роден е на 13 февруари 1917 г., в с. Запрудная, Раменски район на Московска област в селско семейство. Член на Комунистическата партия от 1940 г.
В Червената армия е от 1937 г. Две години по-късно Куркоткин завършва Орловското бронетанково училище, а през 1941 г. – Военно-политическото училище.
В годините на Втората световна война е политически ръководител (политрук) на рота, военен комисар и командир на танков батальон, заместник-командир на полк, заместник-командир и изпълняващ длъжността командир на танкова бригада.
След войната Семьон Константинович командва танков полк, танкова дивизия, армейски корпус и армия. За известен период е заместник-главнокомандващ на Групата съветски войски в Германия. От април 1968 до септември 1971 г. е командващ войските на Закавказския военен окръг, а след това – главнокомандващ на Групата съветски войски в Германия. През юли 1972 г. Куркоткин е назначен за заместник-министър на отбраната на СССР и началник на тиловите войски на Въоръжените сили на СССР. От май 1988 до септември 1990 г. е в групата на генералните инспектори в Министерството на отбраната на СССР.
Маршал Куркоткин умира на 16 септември 1990 г. в Москва. Погребан е в Новодевичето гробище.

## Награди
- Герой на Съветския съюз (18 февруари 1981 г., медал №11452)
- Пет ордена „Ленин“
- Орден „Октомврийска революция“
- Три ордена „Червено знаме“
- Орден „Кутузов“ – II степен
- Орден „Богдан Хмелницки“ – II степен
- Два ордена „Отечествена война“ – I степен
- Орден „Червена звезда“
- Орден „За служба на Родината във Въоръжените сили на СССР“ – III степен
- 19 медала
- 27 чуждестранни награди